# آنتونی بلینکن
آنتونی جان بلینکن (انگلیسی: Antony John Blinken؛ زادهٔ ۱۶ آوریل ۱۹۶۲) سیاستمدار و دیپلمات آمریکایی است که از ژانویه ۲۰۲۱ تا ژانویه ۲۰۲۵ به عنوان ۷۱اُمین وزیر امور خارجه ایالات متحده آمریکا فعالیت کرد. او پیشتر از ژانویه ۲۰۱۵ تا ژانویه ۲۰۱۷، ۱۸اُمین قائم مقام وزیر امور خارجه ایالات متحده آمریکا و پیش از این منصب از ژانویه ۲۰۱۳، ۲۶امین معاون مشاور امنیت ملی ایالات متحده آمریکا بوده و از سال ۲۰۰۹ تا ۲۰۱۳ به عنوان مشاور امنیت ملی معاون رئیس‌جمهور ایالات متحده آمریکا فعالیت کرده است.

## آغاز زندگی
آنتونی جان بلینکن در ۱۹۶۲ در نیویورک در خانواده‌ای یهودی زاده شد. پدر او دونالد بلینکن، دیپلمات سرشناس بود که به ریشه‌های عمیق اروپایی خود می‌بالید. دونالد بلینکن در دهه ۱۹۹۰ (میلادی) به مدت سه سال به عنوان سفیر ایالات متحده در مجارستان خدمت کرد. الن بلینکن برادر دونالد و عموی آنتونی نیز در همان دهه برای چهار سال به عنوان سفیر ایالات متحده در بلژیک کار کرد.
پدربزرگ آنتونی بلینکن، موریتز بلینکن در کی‌یف اوکراین به دنیا آمده و وکیل دادگستری بود. او در کودکی در سال ۱۸۹۷ همراه با پدر خود میر بلینکن در سال ۱۸۹۷ از اوکراین به آمریکا مهاجرت کرده بود. میر بلینکن، نویسنده به زبان ییدیش بود و در ۳۶ سالگی درگذشت.
پدر و مادر آنتونی بلینکن در کودکی او از هم جدا شدند و آنتونی با مادر زندگی کرد. مادر او با مردی یهودی با تبار لهستانی - آمریکایی به نام ساموئل پیزار ازدواج کرد که بازماندگان هولوکاست بود و همه اعضای خانواده خود را نیز در جریان هولوکاست از دست داده بود. ساموئل پیزار وکیل و نویسنده‌ای برجسته و مشاور جان اف. کندی و برخی از روسای جمهور فرانسه بود. ساموئل پیزار تأثیری ماندگار در تربیت آنتونی بلینکن به جا گذاشت. بلینکن در کودکی و همراه با خانواده خود به فرانسه رفت.

## سیاست
آنتوتی بلینکن در دوره ریاست‌جمهوری بیل کلینتون کارمند شورای امنیت ملی ایالات متحده آمریکا بود.
بلینکن در سال ۲۰۰۲ به عنوان رئیس دفتر کمیته روابط خارجی سنای ایالات متحده آمریکا منصوب شد و تا ۲۰۰۸ در این سمت ماند. او همچنین عضو پیوسته ارشد مرکز مطالعات استراتژیک و بین‌المللی بود. در سال ۲۰۰۸ بلینکن برای کمپین ریاست جمهوری جو بایدن کار می‌کرد و از اعضای تیم انتقال اوباما-بایدن بود.

## دیدگاه
بسیاری آنتوتی بلینکن را یک «اوبامای کوچک» در سیاست خارجی می‌شناسند. او بر چندجانبه‌گرایی و همکاری با اروپا تأکید دارد. از دید او، چالش‌های کنونی، تغییرات اقلیمی و گسترش جنگ‌افزارهای کشتار جمعی در جهان هستند.
وی تأثیر زیادی در سیاست‌گذاری ریاست‌جمهوری باراک اوباما در برابر داعش و مذاکرات هسته‌ای ایران داشت.

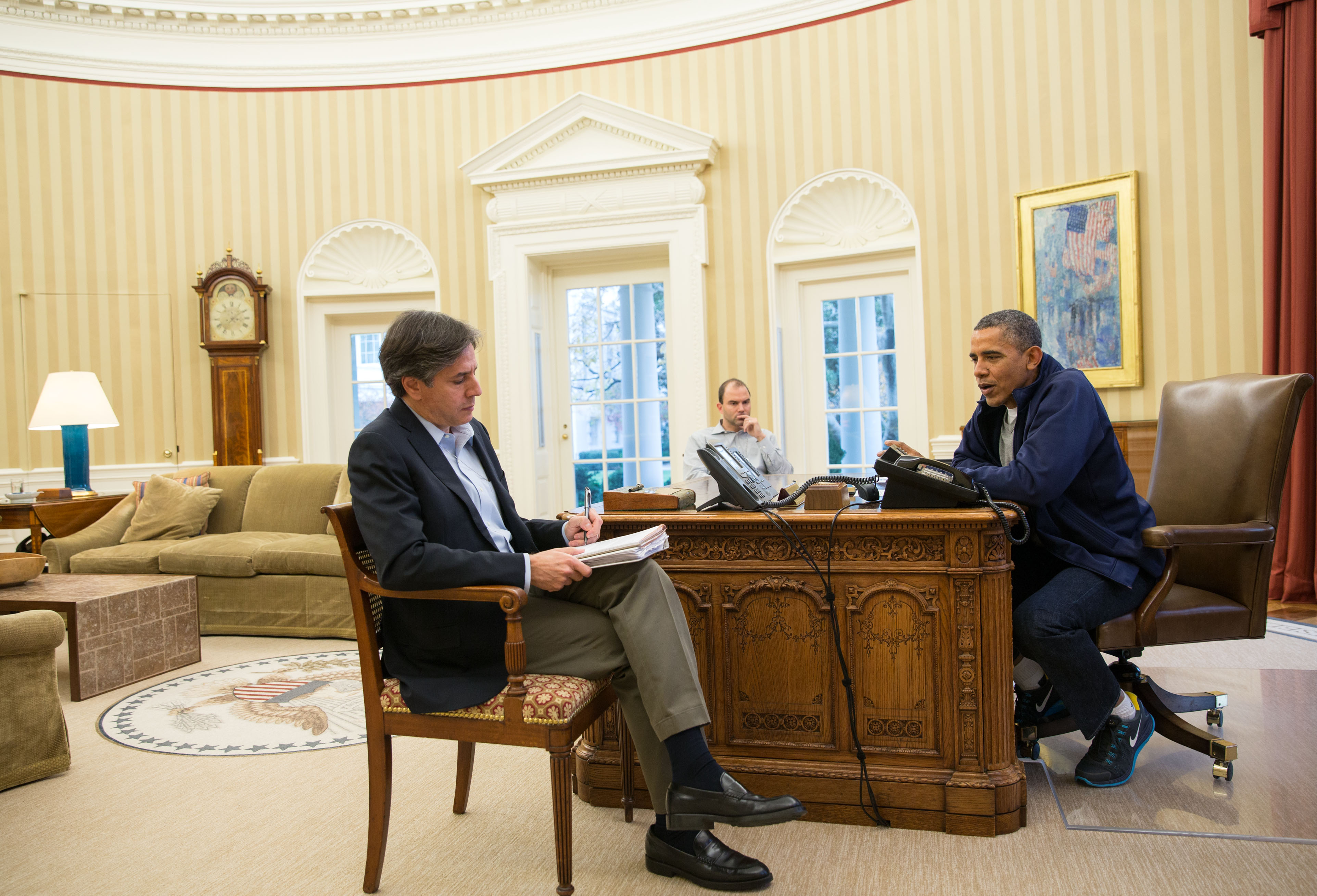
قائم مقامان مشاور امنیت ملی بلینکن و رودز با رئیس‌جمهور اوباما در کنفرانس کال با مذاکره کنندگان آمریکایی در ژنو در حال بحث در خصوص مذاکرات با ایران، شنبه، ۲۳ نوامبر ۲۰۱۳

## قائم‌مقام وزیر امور خارجه

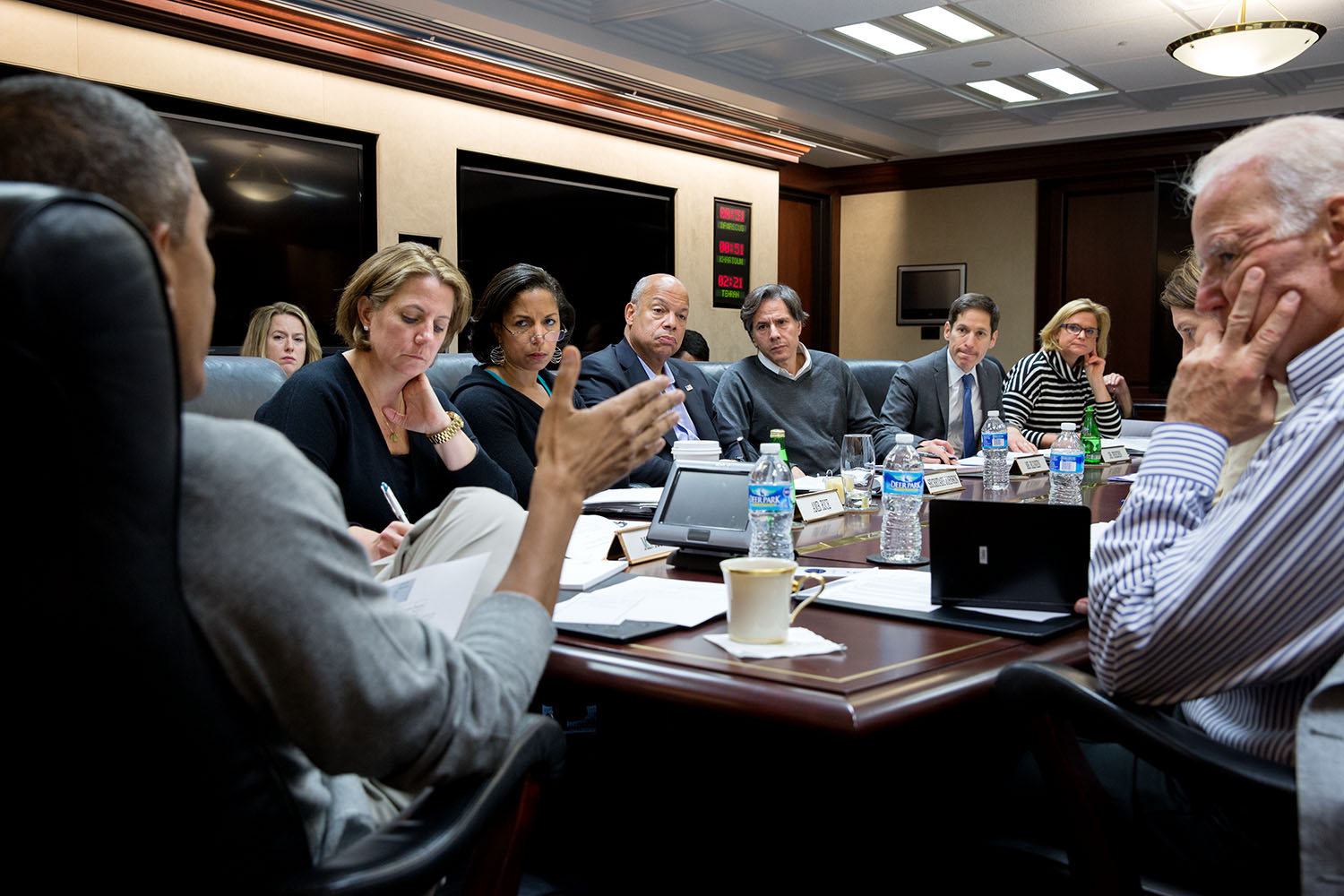

باراک اوباما در نوامبر ۲۰۱۴ بلینکن را به عنوان قائم مقام وزیر امور خارجه ایالات متحده آمریک برای جانشینی ویلیام برنز که بازنشسته شده بود به مجلس سنای ایالات متحده آمریکا برای گرفتن رأی اعتماد معرفی کرد. سنا در ۱۶ دسامبر ۲۰۱۴ با رأی ۵۵ به ۳۸ به بلینکن رای اعتماد داد.
رسانه‌ها نوشتند این که باراک اوباما یکی از افراد نزدیک به خود یعنی تونی بلینکن را برای قائم‌مقامی وزارت خارجه معرفی کرد نشان از عزم او برای اثرگذاری مستقیم بیشتر بر سیاست خارجی آمریکا دارد. پس از کناره‌گیری بلینکن هم اعلام شد که او هم‌چنان به عنوان مشاور با دولت آمریکا در زمینهٔ مذاکرات هسته‌ای ایران و موارد دیگر همکاری می‌کند.

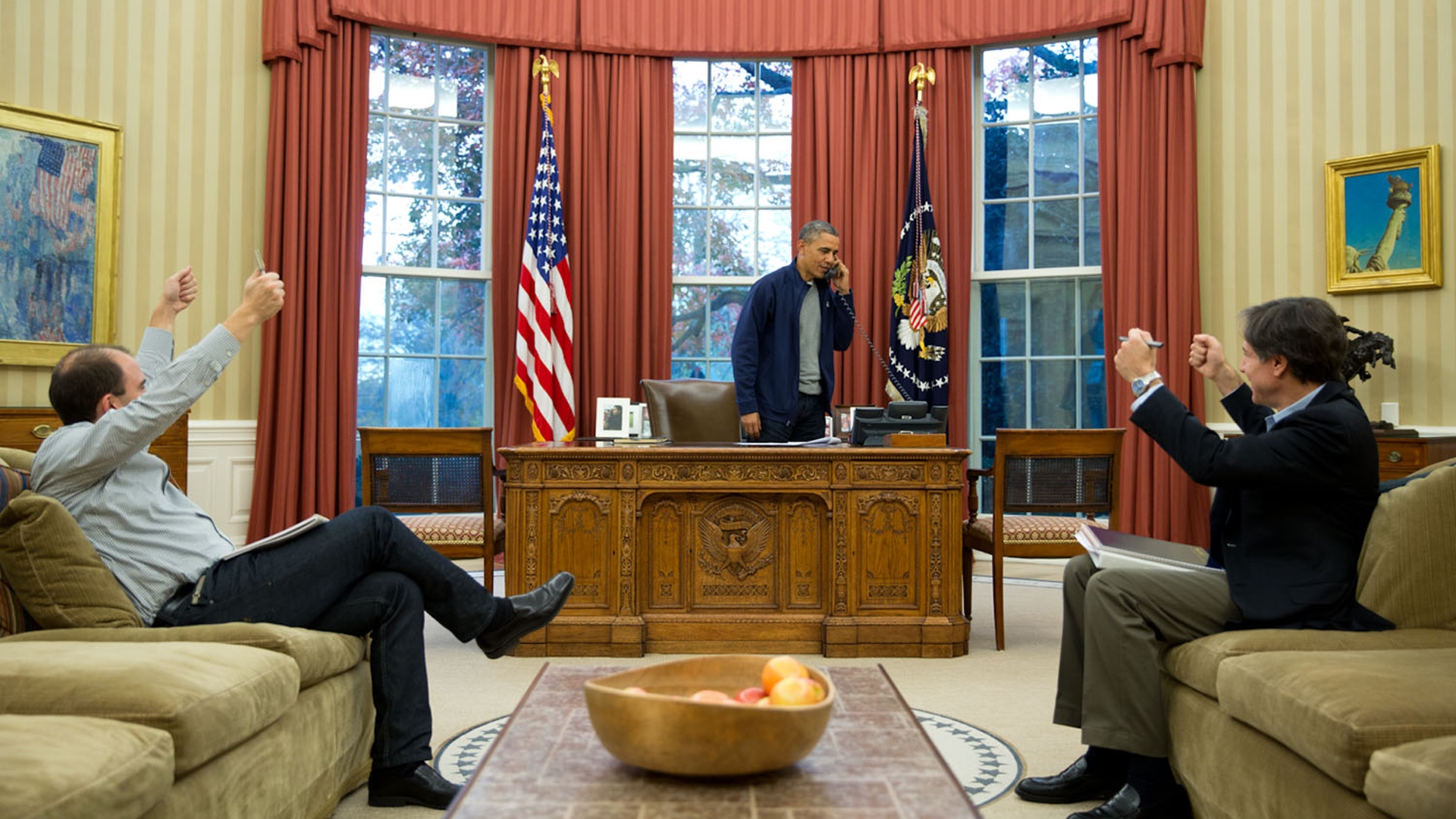
بلینکن در اتاق بیضی کاخ سفید با باراک اوباما

## وزیر امور خارجه

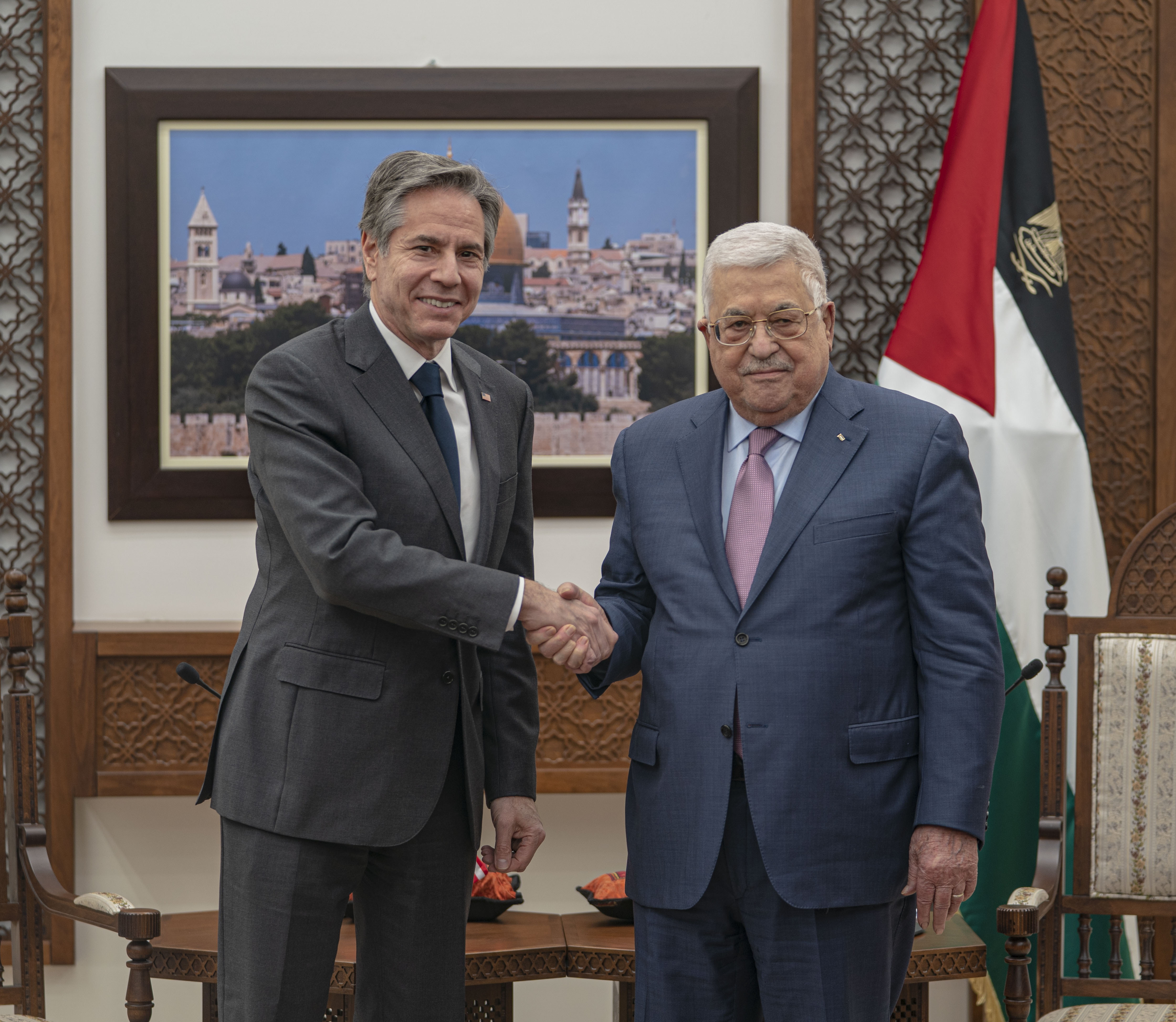
آنتونی بلینکن وزیر امور خارجه ایالات متحده آمریکا و محمود عباس رئیس‌جمهور تشکیلات خودگردان فلسطین

بلینکن پس از کسب رأی اعتماد مجلس سنا رسماً وزیر امور خارجه آمریکا در دولت بایدن شد.

## زندگی شخصی
در سال ۲۰۰۲، بلینکن در یک جشن دو مذهبی که عاقدهای آن یک کشیش و یک خاخام بودند، در کلیسای کاتولیک تثلیث مقدس در واشینگتن دی سی با اِوَن راین (که هم‌اکنون دبیر کاخ سفید است) ازدواج کرد. او به زبان فرانسوی مسلط است. او گیتار می‌نوازد و سه تا از ترانه‌هایش در اسپاتیفای با نام ABlinken (که مشابه «اِیْب لینکلن» تلفظ می‌شوند) قرار دارند. بلینکن یهودی است.